# 江古田川
江古田川（えごたがわ）は、東京都練馬区豊玉地域から中野区江古田地域にかけて流れる一級河川。練馬区では、かつて中新井村を流れていたことから中新井川とも呼ばれる。開渠区間2 km弱。

## 行政指定
指定内容は、以下のとおり。
- 河川指定:一級河川（1965年指定）
- 流端
  - 上流端:東京都練馬区豊玉中二丁目1101番地先の下徳殿橋
  - 下流端:妙正寺川への合流点
- 水系指定:一級水系荒川水系（1965年指定）

## 流路
水源は学田公園の溜池で、付近の湧水を合わせて南に流れる。練馬区内は暗渠で、暗渠区間の一部は中新井川緑道や中新井川児童遊園になっており、練馬すずしろの道の一部を構成している。徳殿公園前信号から下流は練馬区と中野区の境界を流れ、下徳田橋から開渠となる。江古田の森公園北辺から中野区内部に入り、江古田地域を流れた後、松が丘の江古田公園にて妙正寺川に合流する。

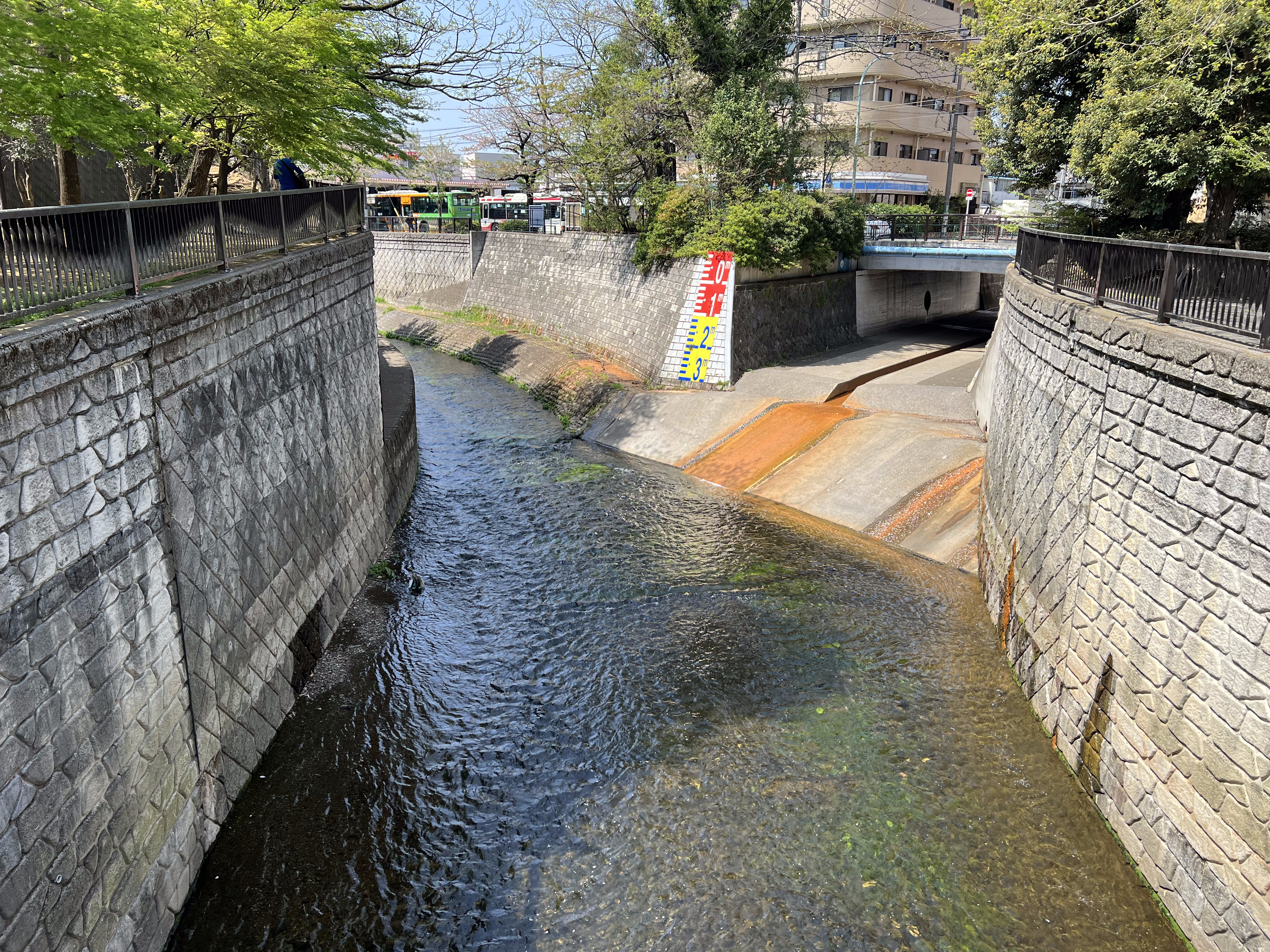
妙正寺川との合流点

## 自然
水源地周辺は、アシやマコモが生い茂る沼沢地だった。

## 歴史

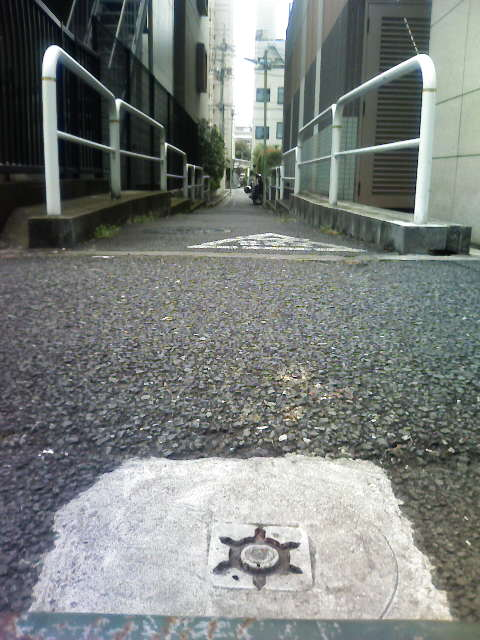
千川上水から分水地点（中新井村分水跡、練馬区豊玉北六丁目）

かつては千川上水からの分水が3つあり、水田の補助水として利用の後、江古田川へ合流していた。
かつての水源は「中新井の池」であったが、江戸時代後期に池の湧き水が枯れたため、近くの千川上水から中新井分水を池に引いた。また中村分水も引水した。1887年（明治20年）に村人が開墾し、ため池を埋立てて水田にし、小作人へ出し、小作料を小学校運営費の一部にあて、学田と称した。1955年（昭和30年）に公園整備した際、公園名称を学田公園とした。
昭和期に徳田橋より上流が暗渠化された。流域で急速な都市化が進んだことから、大雨時に周囲の雨水を集めて溢水するようになったため、1986年（昭和61年）度に、北江古田調整池（中野区江古田三丁目）が建設されている。練馬区内の暗渠区域にも、かつての橋の名前が関東バスの停留所名に残っており、中新井橋、徳田橋、西本村橋、学田橋が確認される。

## 橋梁
- 下徳田橋
- 北江古田橋
- 江古田憩い橋
- 西原橋（江古田通り）
- 本多橋
- 下の原橋
- 東橋
- 本村橋
- 大橋
- 不動橋
- 江古田大橋（新青梅街道）